# Egide Walschaerts
Egide Walschaerts (Mechelen, 21 gennaio 1820 – Saint-Gilles, 18 febbraio 1901) è stato un ingegnere meccanico belga.
Egide Walschaerts è noto soprattutto come inventore del sistema di distribuzione per locomotive a vapore che da lui prende nome.
Egide nacque in Belgio a Mechelen il 21 gennaio 1820. Già nel 1838 era riconosciuto come un eccellente disegnatore; presentando i suoi lavori in una mostra locale a Mechelen impressionò talmente il ministro Rogier, presente ad inaugurarla, che questi gli procurò un posto all'Università di Liegi. Nel 1842 entrò nelle ferrovie statali del Belgio come direttore dei lavori, carica che mantenne per tutta la vita, prima con sede a Mechelen/Malines e in seguito a Brussels Midi.
Nel 1844 sviluppò un nuovo tipo di distribuzione del vapore ai cilindri delle locomotive a vapore che realizzava una consistente economia di esercizio. Una locomotiva costruita nelle officine Tubize che adottava la sua distribuzione venne premiata con medaglia d'oro all'Esposizione Universale di Vienna del 1873.
La sua distribuzione venne adottata da un sempre crescente numero di locomotive divenendo quasi universale durante il XX secolo.
Nel 1874 Walschaerts sviluppò una particolare versione del motore a vapore per impianti fissi Corliss che ottenne una medaglia d'oro all'Esposizione Universale di Parigi del 1878.
Egide Walschaerts morì a Saint-Gilles il 18 febbraio del 1901.